# Паткув (Зволенський повіт)
Паткув (пол. Patków) — село в Польщі, у гміні Полічна Зволенського повіту Мазовецького воєводства.
Населення — 326 осіб (2011).
У 1975-1998 роках село належало до Радомського воєводства.

## Демографія
Демографічна структура станом на 31 березня 2011 року:
|          | Загалом | Допрацездатний вік | Працездатний вік | Постпрацездатний вік |
| -------- | ------- | ------------------ | ---------------- | -------------------- |
| Чоловіки | 176     | 30                 | 129              | 17                   |
| Жінки    | 150     | 32                 | 78               | 40                   |
| Разом    | 326     | 62                 | 207              | 57                   |